# Горошников, Николай Георгиевич
Николай Георгиевич Горошников — советский хозяйственный, государственный и политический деятель.

## Биография
Родился в 1903 году. Член ВКП(б).
С 1930 года — на хозяйственной, общественной и политической работе. В 1930—1953 гг. — на комсомольской, советской и партийной работе в Иркутской области, начальник Иркутского областного управления народнохозяйственного учёта, 1-й секретарь Братского районного комитета ВКП(б), секретарь, 1-й секретарь Усть-Ордынского Бурят-Монгольского окружного комитета ВКП(б), 3-й секретарь Иркутского областного комитета ВКП(б), 2-й секретарь Курского областного комитета ВКП(б), председатель Белгородского областного совета профсоюзов.